# Силва, Антонио да
Анто́нио да Си́лва (порт. Antônio da Silva; 3 июня 1978, Рио-де-Жанейро, Бразилия) — бразильский футболист, полузащитник.

## Биография

### Клубная карьера
Антонио да Силва начал свою профессиональную карьеру в клубе «Айнтрахт» из Франкфурта-на-Майне, но за два года, проведённых в клубе, так и не сыграл ни одного матча.
26 июня 2009 года Антонио на правах аренды перешёл в швейцарский «Базель». Дебютировал за «Базель» 12 июля 2009 года в матче чемпионата Швейцарии против клуба «Санкт-Галлен», завершившемся поражением «Базеля» со счётом 0:2. В 2010 году заключил контракт с «Боруссией» (Дортмунд). В сезоне 2012/13 выступал за «Дуйсбург» и сыграл 10 матчей.

## Достижения
- Чемпион Германии (3): 2006/07, 2010/11, 2011/12
- Обладатель Кубка Германии (1): 2012

## Ссылка
- Профиль на официальном сайте «Базеля»
- Профиль на сайте sambafoot.com (англ.)
- Статистика на сайте «Fussballdaten.de»